# 生物学者

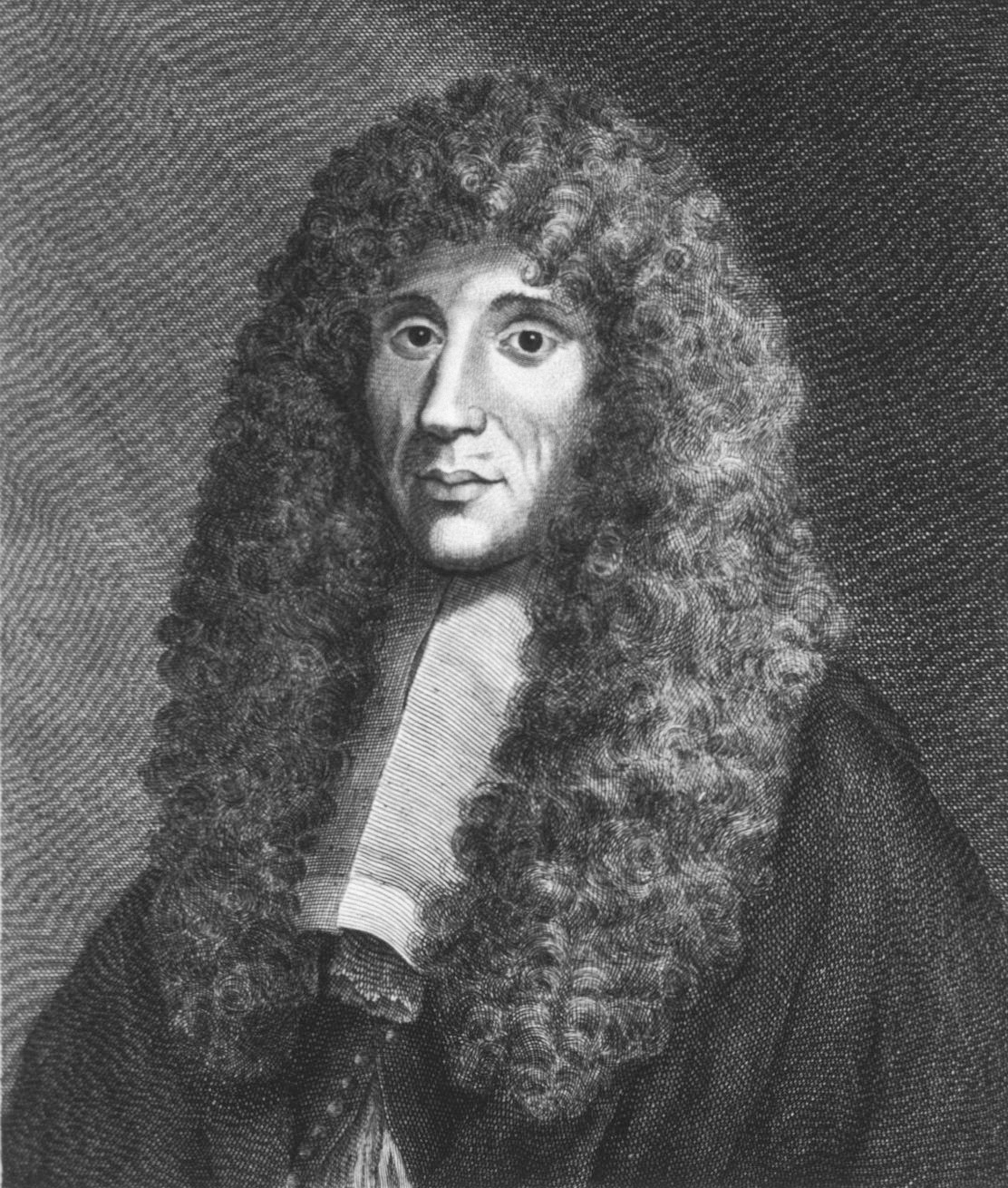
生物学の創始者といわれる、フランチェスコ・レディ

生物学者（せいぶつがくしゃ、英: biologist）とは、生物学分野の科学者のことである。生物学者は、個々の細胞から多細胞生物、さらに生物同士のコミュニティに至るまで、地球上の生命を研究の対象とする。今日の生物学者はより細かい特定の分野（例えば分子生物学や動物学、進化生物学など）を専門とし、さらに特定の研究対象（例えばマラリアやがんの研究など）を持っている。
生物学者の中でも特に基礎研究に従事する学者は、自然界に関する人類の知識をより深めるために研究している。彼らは、科学的方法と呼ばれる仮説を立証するための経験的手法を用いて研究を行っている。彼らの挙げた成果は、人類にとってより有用な医薬品の開発などを目標とするバイオテクノロジーなどの目的などに応用される。
現代において、生物学者は学士に加え、修士号や博士号などのさらに専門的な学位を取得している。そして他の科学者と同様に、生物学者は学界や非営利団体、企業や政府機関など様々な経済分野で働いている。

## 歴史

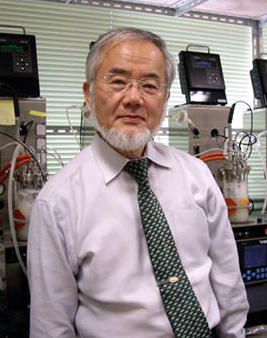
ノーベル賞を受賞した大隅良典

生物学の創始者であるフランチェスコ・レディは、歴史上もっとも偉大な生物学者の1人として知られている。自然哲学者でもあったロバート・フックは、植物を拡大すると見られるハチの巣状の構造に対して「細胞」という用語を作りだした。
チャールズ・ダーウィンとアルフレッド・ラッセル・ウォレスは独自に自然選択説による進化論を組み立て、1859年に出版されたダーウィンの著書「種の起源」で詳細に提唱された。この中でダーウィンは、人間を含む全ての生物の特徴は、長期にわたって多様性を蓄積してきた自然の過程によって形作られたとしている。現在の進化論は生物学の多くの分野に影響を及ぼしている。またこれとは別に、1866年にはグレゴール・ヨハン・メンデルが遺伝の法則を発見し、これは現代の遺伝学の基礎となっている。1953年にはジェームズ・ワトソンとフランシス・クリックが、全ての生物の形態や性質を決定する遺伝子を形成する核酸であるDNAの基本構造が二重らせん構造であることを、モーリス・ウィルキンスやロザリンド・フランクリンの研究結果をもとに決定し発表した。
1996年にはイアン・ウィルムット率いる研究チームが、成体の体細胞から初めてクローンの哺乳類を生むことに成功し、この時生まれた羊はドリーと名付けられた。

## 必要な教育
生物学の学士を取得するには、学部教育において分子生物学、細胞生物学、発生学、遺伝学、生態学、微生物学、解剖学、生理学、植物学、動物学などの中から大学が要求した単位を取得することを求められる。大学の方針によっては、追加で物理学や、一般化学・有機化学・生化学などの化学、微積分や統計学などの要件を要することもある。
さらに研究志向の高い学生はその後修士号や博士号（Ph.D.など）といった大学院の学位を取得し、研究員などのポストで研究責任者の下でさらに訓練を受け業績を残していくことが、欧米で1800年代ころから生まれた見習いのシステムにより一般的になっている。この課程にある学生は、生物学の中のより下位の区分に絞った分野で専門的な教育を受ける。

## 研究活動

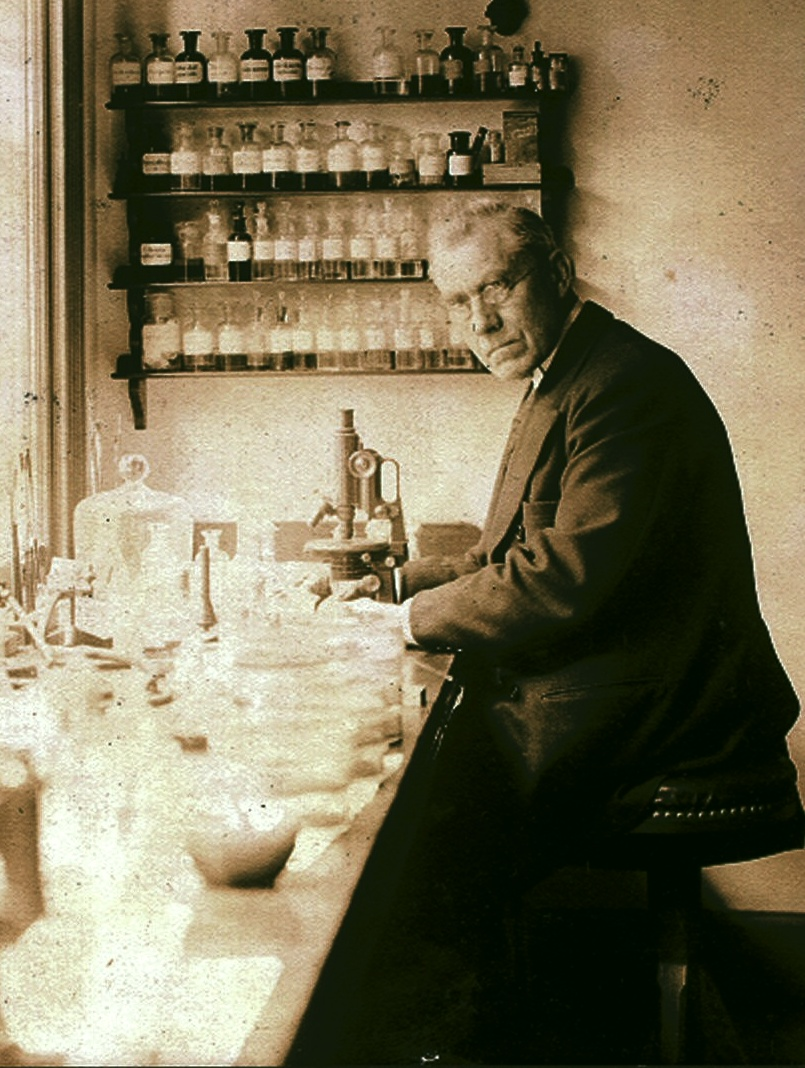
生物学の中でも植物学や微生物学を研究していたマルティヌス・ベイエリンク

基礎研究にかかわる研究者は、仮説を立て実験で検証することで、進化や生化学、分子生物学、神経科学や細胞生物学などのトピックを含む、生命についての人類の知識を深める。
生物学者は微生物や植物、動物、生体物質などに関する実験を実験室内で行うが、実験に限らず自然観察を要する一部の分野・テーマでは実験室の外・野外での研究も行われる。こうしたテーマとして、たとえば植物学者による特定環境での植物種の調査や、生態学者による山火事後の森林回復の様子の記録などが挙げられる。
応用研究の分野の生物学者は、基礎研究で生まれた知見を得てそれを特定の分野や応用に関する知識を深めるために使う。たとえば、医薬品や治療法の開発や、臨床検査の確立などに用いられる。民間企業で応用分野を研究する生物学の研究者は、自身の研究計画や成果について生物学者ではない人に説明することを要することがある。彼らは、自身の研究が会社のビジネスに影響を与えることを理解している。
遺伝学や有機分子に関する分野の飛躍的な進歩は、この分野のバイオテクノロジーを急成長させ、生物学者の活躍の場を大きく広げた。生物学者は現在動物や植物への遺伝子組み換えによって、より生産性の高く病気に強い種を作り出している。遺伝子組み換え技術についての基礎・応用研究の成果は新しい種の創造だけでなく、ヒトのインスリンや成長ホルモンなどの重要な物質の産生にも役立っている。こうした以前は大量に産生できなかった物質がバイオテクノロジーの研究成果によって生産可能となり、その中には疾患治療に役立つ物質もある。
様々なゲノムや、関連遺伝子の染色体に関するプロジェクトに関わる生物学者は、特定の遺伝子を分離しその機能を決定する。この研究によって、鎌状赤血球症などの遺伝性の疾患や健康リスクに関与している遺伝子が特定される。バイオテクノロジーの進歩により、新たな研究機会が生物学のほとんど全ての分野に生まれており、医学・農学・環境修復の分野でも商業利用がなされている。

### 専門分野の例
ほとんどの生物学者は、決まった1つの生物や活動についての分野に特化して研究を行うが、近年の研究の進歩により分野境界が曖昧となっている部分もある。
- 遺伝学者は遺伝学において、遺伝や遺伝子、生物の遺伝的変異などを研究している[21]。
- 神経科学者は神経系を研究している[22]。
- 発生生物学者は生物の発生や成長について研究している[23]。
- 生化学者は生物の化学組成のほか、代謝や生殖、成長といったあらゆる生体プロセスにおける化学結合や化学反応について分析する[24]。
- 分子生物学者は生体分子間の生理活性について研究している[25]。
- 微生物学者は細菌や藻類、菌類といったミクロサイズの生物の成長や特徴について研究している[26]。
- 生理学者は動植物の生体機能について、個体全体から細胞・分子レベルまで、正常条件下や他の特殊条件下に至るまで研究している。多くの生理学者は、成長や生殖、光合成や呼吸・運動などの特定の機能や、生体の特定領域、特定の系について研究している[27]。
- 生物物理学者は物理学の分野で伝統的に使われてきた実験手法や理論を用いて、生物学上の問題に適用させて研究を行っている[28]。
- 計算生物学者は計算機科学や応用数学、統計学の技法を用いて生物学上の問題に取り組んでおり、特に数理モデルやコンピュータシミュレーションの開発に重きを置かれている。これらの技法の進歩により、生物学上の理論的な問題や実験的な疑問について、実際に実験室で試さなくても計算機の中で答えることができる[29]。
- 動物学者や野生生物学者（英語版）は動物・野生生物の起源や行動、病気などのライフプロセスを研究している。コントロール下にある環境や自然そのままの環境で生きた動物の実験を行う学者もいれば、死んだ動物に対しての解剖で体の構造を研究する学者もいる。また、生物学的データを収集・分析して、生物のみならずその陸上・水中の現在・将来の環境の効果について研究することもある[30]。動物学者は研究対象の動物群によってさらに細かく分類され、たとえば鳥類学者は鳥類を研究し、哺乳類学者は哺乳類を研究し、爬虫両棲類学者は爬虫類や両生類を研究し、魚類学者は魚類を研究し、刺胞動物学者（英語版）はクラゲなどの刺胞動物を研究し、昆虫学者は昆虫について研究している。
- 植物学者は植物やそれを取り巻く環境を研究している。研究者によっては、藻類、地衣類、コケ植物、シダ類、顕花植物といった植物のすべての側面を研究する学者もいれば、植物の同定や分類、植物の体の部分の機能や構造、植物の生態プロセスにおける生化学、植物の病気の原因や治療法、植物と他の動物や環境の相互作用、それらの地質学的記録といった特定分野を研究する学者もいる[31]。また、菌類学者は酵母やカビ、キノコといった種を研究し、これらは植物とは異なっている。
- 水生生物学者は水中の微生物や動植物を研究している。海洋生物学者は海などの塩水で生きる生き物を、淡水生物学者は真水で生きる生き物を研究する。海洋生物学の多くは、海水内で生きた細胞内の生化学的プロセスについて研究する分子生物学が占めている。海洋生物学は海洋学の一部であり、海洋学では生物学以外にも化学・地球科学・物理学の観点から海洋や海底の研究を行っている[32]。
- 生態学者は個体数や汚染、降水量や気温、高度などの効果を調べながら、生物同士や生物と環境の相互作用について研究している。生態学者は生物学に限らず様々な分野の知識を用いて、空気や食物、土壌や水の質について調査している[33]。
- 進化生物学者は、単一の個体祖先から始まり地球上に生物多様性を生み出した進化過程について研究している。この過程には自然選択や共通祖先、種分化などが含まれる[34]。

## 雇用
生物学者はほかの職種と同じような通常の勤務時間で働くことが多いが、イレギュラーな場合それより長時間の労働時間になることも珍しくない。研究の分野にもよって、実験室やその他の場所（特にフィールドワークにおける野外）で時間外の労働を要することがある。
多くの生物学者は自身の研究の資金を助成金に頼っている。新規もしくは延長の予算を得るためのプロポーザルを準備する間、締め切りに合わせ厳格な様式の助成金申請書類を準備する負担が大きくなっている。
フィールドに出ることの多い分野、例えば海洋生物学者は様々な労働環境に遭遇する。研究室での労働もあれば、調査船上での労働のほか、水中で鋭いサンゴ礁や危険な海洋生物に囲まれながら安全なダイビングを習得して活動することを要する時もある。それでも海から直接標本を入手する海洋生物学者は一部で、多くは研究室のオフィスで実験を行い、結果を記録しデータを解析している。ほかにも植物学者、生態学者、動物学者の一部は激しい身体活動や原始的な生活を伴うフィールドワークを行うことがある。こうした研究は寒暖の気候や天候を問わずあらゆる環境下で行われている。
生物学者は常に安全でなく健康を害す可能性のある状況に晒されるわけではない。それでも、危険な生物や毒性のある物質を扱う研究者は、コンタミネーションを起こさないための安全基準を遵守する必要がある。

## 栄誉と賞
生物学者にとっての最高の栄誉は1901年から続き、現在カロリンスカ研究所が選考しているノーベル生理学・医学賞がある。もう1つの重要な賞は、1980年から続くクラフォード賞の生物分野で、他にも医学などより細かい関連分野ごとに最高栄誉とされる賞が存在する。